# PKS 1232+0815
PKS 1232+0815 est un quasar radio-bruyant. Ce quasar possède une très grande raie d'émission[évasif]. Il se situe dans la constellation de la Vierge à 5,4 milliards d'années-lumière de la Voie lactée,,.

## Découverte
PKS 1232+0815 a été découvert par l'étude SDSS-III baryon oscillation spectroscopic survey. Cette étude a été réalisée dans le domaine des ondes radio et a recensé 535 995 radiogalaxies, 102 100 quasars radio-émetteurs et 90 897 objets BL Lacertae et blazars.

## Caractéristique de PKS 1232+0815
PKS 1232+0815 est un puissant émetteur d'électrons de 10 MeV. Cette émission vient des jets bipolaires de PKS 1232+0815.
Une étude de PKS 1232+0815 faite par The Herschel Virgo Cluster Survey (HVCS)[Laquelle ?] a montré que le trou noir central de PKS 1232+0815 était très actif. Cette étude du HVCS a montré que le disque d'accrétion de PKS 1232+0815 est principalement composé de dihydrogène (H2).
Selon le HVCS, PKS 1232+0815 est en activité depuis plus de 11 milliards d'années, ce qui en fait  l'un des quasars les plus vieux. Le détenteur du record dans cette catégorie est  ULAS J1342+0928, qui a au moins 13,1 milliards d'années, même si des estimations récentes montreraient que c'est M87*, le trou noir central de la galaxie M87,,,.